# شورل‌لی
شورل‌لی (به لاتین: Şorəlli) یک منطقه مسکونی در جمهوری آذربایجان است که در شهرستان بردع واقع شده است. شورل‌لی ۹۳۱ نفر جمعیت دارد.